# Jorge Ávalos
Jorge Ávalos (1964), poeta, narrador y dramaturgo salvadoreño, también reconocido por su periodismo de análisis e investigación.

## Biografía
Nació en San Salvador en 1964. Entre 1980 y 2001 residió en los Estados Unidos donde estudió antropología y desarrollo económico. Se desempeñó como artista visual (video arte) entre 1987 y 1993, y en ese campo recibió algunos de los premios más importantes disponibles en Nueva York y los Estados Unidos, incluyendo una beca de la Fundación para las Artes de Nueva York, un premio del Consejo para las Artes de Nueva York, un premio nacional del Fideicomiso para las Humanidades ("Young scholar award"), y otros premios. También trabajó como activista de derechos humanos en el campo de la educación especial. En un artículo reveló ser una persona con Asperguer, un síndrome neurobiológico que forma parte del espectro autista, y que esta es su motivación para combatir la discriminación de personas con discapacidades. Por su labor a favor de los derechos de inmigrantes con discapacidades recibió en el año 2000 el premio New Voices (Nuevas voces en derechos humanos), financiado por la Fundación Ford y administrado por la Academy for Educational Development. En 2001, Ávalos regresó a El Salvador, donde se desempeña como escritor y periodista independiente. En 2014 fundó una organización cultural, que incluye una compañía de teatro y una revista cultural, La Zebra.

### Poesía y prosa[7]
Jorge Ávalos se dio a conocer como poeta a los dieciséis años, cuando sus escritos comenzaron a aparecer en revistas literarias salvadoreñas. Un poema escrito a sus diecinueve años, El cuerpo vulnerado, fue publicado en la revista Ars en 1993; lo acompañaba una carta de otro poeta salvadoreño, René Rodas, que fue el primero en señalar el uso de la imagen en la poesía de Ávalos como instrumento "mágico": "Un cuerpo vulnerado, sí, pero lleno de ojos, que nos da su canción y comienza a redimirse en el momento justo de buscar en la palabra la fórmula para conjurar sus fantasmas". Desde entonces, Ávalos ha publicado varios poemarios, incluyendo El coleccionista de almas (1996), pero la mayor parte de su obra poética permanece inédita. El poeta y crítico salvadoreño Ricardo Lindo, que conoce la trayectoria poética de Ávalos desde su inicio, resume su visión sobre el poeta en un comentario a El espejo hechizado, un poema inédito de 313 versos: "Jorge escribe desde otro estado de la conciencia, de ahí el singular resplandor de las palabras, que tienen algo de alucinatorio. Son fórmulas incantatorias, destinadas a conjurar los fantasmas, los demonios y los dioses que él lleva dentro. Y por eso nos toca. Llega tan hondo, que toca un punto que a todos pertenece: el sombrío y luminoso origen de los sueños."
En abril de 2004 Ávalos fue galardonado con el Premio Centroamericano de Literatura Rogelio Sinán por su colección de cuentos La ciudad del deseo, un libro que, según el crítico Luis Alvarenga, "nos traslada a los grandes ámbitos del amor, el sueño y la muerte" y cuyo "lenguaje poético es, sin duda, su virtud más obvia". En febrero de 2012 recibió otro galardón centroamericano, el Premio Mario Monteforte Toledo de Cuento, por su obra El secreto del ángel. Aparece incluido en la antología de cuento centroamericano Puertos Abiertos, seleccionada por Sergio Ramírez y publicada por el Fondo de Cultura Económica, México, DF, 2011, y en Tierra breve, antología centroamericana de minificción, seleccionada por Federico Hernández Aguilar y publicada por Centroamericana, San Salvador, 2018.

### Dramaturgia
El teatro de Ávalos, poético e innovador, ha contribuido a la renovación de la dramaturgia salvadoreña. En 2002, adaptó y dirigió para la escena la polémica novela de Horacio Castellanos Moya El asco. En 2005 escribió el libreto de una comedia de enredos, Con Policarpo y Rosa se enreda esta cosa; musicalizada por Joel Barraza y dirigida por Fernando Umaña, se estrenó como una comedia musical en agosto de ese año. En 2006 Roberto Salomón llevó a la escena su monólogo Ángel de la guarda, interpretado por Naara Salomón, un complejo sicodrama no exento de realismo mágico que aborda el tema del incesto; el crítico Carlos Dada resumió así el frágil equilibrio entre contenido y forma que logra la dramaturgia: "Ángel de la Guarda no impacta por una desmedida emotividad, no apela al melodrama para movernos de la butaca. Hace todo lo contrario. Suaviza, matiza, nos habla al oído y nos mantiene inmóviles, nos cuenta uno de los grandes secretos de nuestra propia sociedad. Y nos lo cuenta de manera casi lúdica, sin espasmos. Y nos lo cuenta, también, en secreto…". En octubre y noviembre de 2014, Ángel de la Guarda dio una gira por varias ciudades de Argentina, y fue la obra de apertura de la primera edición del Festival Internacional de Teatro en el Teatro Nacional Cervantes, Buenos Aires.
En 2008 Ávalos revisó una obra originalmente escrita en 1993, La canción de nuestros días, sobre la vida de tres hermanas en una aldea montañosa de El Salvador al inició de la guerra civil; tras su estreno en mayo de 2009 en el Teatro Nacional de San Salvador, el crítico Ricardo Lindo la comparó a otro drama pacifista salvadoreño, el ya clásico Luz negra de Álvaro Menen Desleal, y en un ensayo que compara las puestas en escena de ambas obras por Umaña, argumentó que la obra de Ávalos es más humana, más profunda y mejor lograda que la primera: "No hay aquí una opción política, una acusación que pudiera ser esgrimida por un bando contra el otro. Pero hay una acusación más vasta y no es únicamente la guerra vista desde un ángulo pacifista, sino asimismo el mortuorio redoble de campanas sobre esas comunidades de sencillez evangélica que se van hundiendo en el pasado, aquí y en todas partes del globo. El drama del pequeño pueblo de Morazán va más lejos, es un poema miles de años cantado el que perdemos con él. Menéndez Leal, hombre de gran ingenio y extraordinario cuentista, logró que Luz negra fuera traducida a diversos idiomas y montada en varios países, pero, ya con la perspectiva que da el tiempo, vemos en ese trabajo suyo un humanismo artificioso y frío. La obra que ahora nos presenta Teatro Estudio, en cambio, tiene vida."
En marzo de 2009, Ávalos recibió el primer Premio Nacional de Teatro Ovación por La balada de Jimmy Rosa, un drama sobre la trata de personas que combina elementos de intriga policial y de hilarante humor en una feliz exploración del triunfo de la empatía humana sobre los prejuicios y las barreras culturales y sociales. La balada de Jimmy Rosa, dirigida por César Pineda, se convirtió en un arrollador éxito de público cuando se estrenó el 10 de septiembre de 2009 en el Teatro Luis Poma de San Salvador.
En junio de 2015 se estrenó, completa, y dirigida por el autor y Alejandra Nolasco para el grupo de Teatro Zebra, La canción de nuestros días. Esta producción fue galardonada con el Premio Ovación 2014. En marzo de 2017, la obra se presentó en Ecuador, en el espacio teatral del grupo Malayerba, ante un público de actores provenientes de toda Iberoamérica, y en octubre de ese año, en el Paraninfo de la Universidad San Carlos, como parte del Festival Internacional de Artes.

### Periodismo
Ávalos también ha sido reconocido por sus contribuciones al periodismo de investigación. En el 2003 completó y publicó una crónica biográfica del poeta salvadoreño Roque Dalton, la cual incluyó, por primera vez, extractos y documentos internos de tres grupos guerrilleros que demostraban cómo se llevó a cabo la conspiración que condujo a la ejecución del poeta por una camarilla militar del Ejército Revolucionario del Pueblo en mayo de 1975. Desde entonces Ávalos ha ganado dos premios nacionales de periodismo y en 2009 obtuvo el tercer lugar en los premios a trabajos de periodismo de investigación en Latinoamérica que otorga Transparencia Internacional y el Instituto de Prensa y Sociedad. En agosto de 2008, el Instituto de Derechos Humanos de la Universidad Centroamericana "José Simeón Cañas" (IDHUCA) le otorgó un reconocimiento “por su importante aporte periodístico en la promoción y defensa de los derechos humanos”.

## Obra
- El cuerpo vulnerado (poesía, San Salvador, 1984)
- El coleccionista de almas (poesía, Nueva York, 1996)
- La ciudad del deseo (cuento, Panamá, Editora Géminis, 2004, ISBN 9962646030)
- Ángel de la guarda (teatro, San Salvador, 2005. Estreno: agosto de 2006, Teatro Luis Poma, San Salvador; octubre de 2014, Teatro Cervantes, Buenos Aires.)
- La canción de nuestros días (teatro, San Salvador, tres versiones: 1993-2004-2008. Estreno: junio de 2014, Teatro Luis Poma, San Salvador; octubre de 2017, Paraninfo de la Universidad San Carlos, Guatemala.)
- Lo que no se dice (teatro, San Salvador, 2009. Estreno: diciembre de 2009, Teatro Luis Poma, San Salvador.)
- La balada de Jimmy Rosa (teatro, San Salvador, 2009. Estreno: septiembre de 2009, Teatro Luis Poma, San Salvador.)
- El secreto del ángel (cuento, San Salvador, 2012. Premio Centroamericano de Cuento Mario Monteforte Toledo, Guatemala, 2012. Edición privada, San Salvador.)
- Historias de dos ciudades. Cuentistas de Panamá y El Salvador (selección y edición de Jorge Ávalos y Enrique Jaramillo Levi, antología, Panamá, Sagitario Ediciones, 2017, ISBN 9789962557760.)
- El Salvador en construcción. Autores: Carolina Ávalos, Jorge Ávalos, et al (ensayo, Istmo Editores, San Salvador, 2017, ISBN 9199166603 [2609199166603].)